# Alexander McDowell McCook

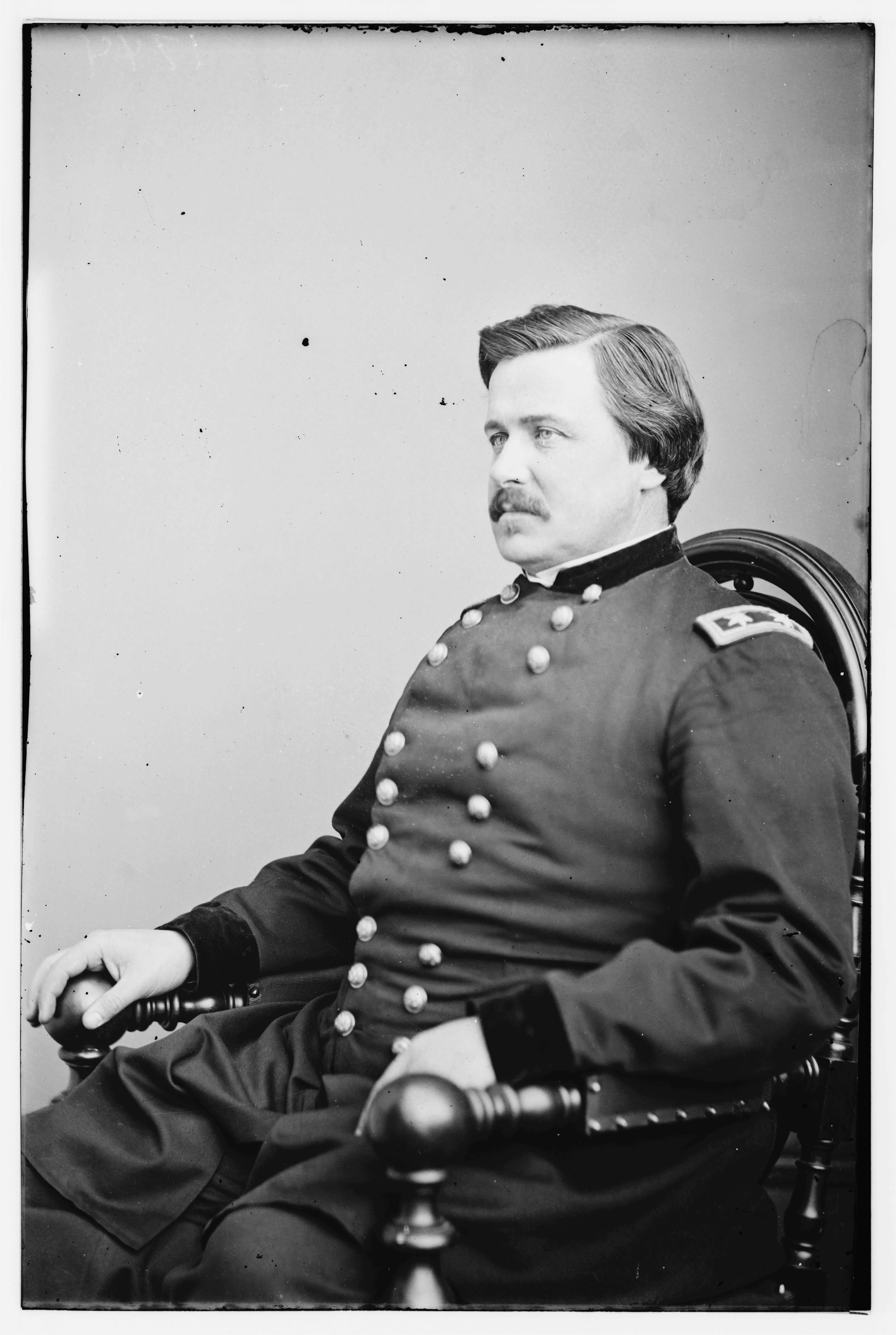
Alexander McDowell McCook

Alexander McDowell McCook (* 22. April 1831 in Columbiana County, Ohio; † 12. Juni 1903 in Dayton (Ohio)) war ein Generalmajor der Unionstruppen während des amerikanischen Bürgerkrieges.

## Leben
Alexander M. McCook war der ranghöchste Offizier der vierzehn Mitglieder einer Soldatenfamilie, die im Bürgerkrieg als „The Fighting McCooks“ bekannt wurden. Er wurde als von Daniel McCook (1798–1863) und der Martha Latimer (1802–1879) geboren. Sein Vater, sieben seiner Brüder, sowie fünf seiner Cousins kämpften im Krieg. Seine Brüder Daniel McCook Jr., Edwin Stanton McCook und Robert Latimer McCook waren Generale der Union, ebenso wie seine Cousins Anson G. McCook und Edward M. McCook. Alexander McCook absolvierte 1852 die United States Military Academy in Westpoint. Nachdem er fünf Jahre gebraucht hatte, um die vierjährigen Klassen zu beenden, wurde er in das 3. Infanterieregiment versetzt. Dann diente er 1853–1857 gegen die Apachen und Yuta in New Mexico und war 1858–1861 stellvertretender Ausbilder für Infanterietaktik an der Militärakademie.
Zu Beginn des Bürgerkriegs wurde McCook im April 1861 zum Oberst im 1. Ohio-Infanterieregiment ernannt. Er nahm bei der Verteidigung von Washington und an der ersten Schlacht von Bull Run teil. Am 3. September 1861 wurde er zum Brigadegeneral in der Freiwilligen-Armee befördert und erhielt das Kommando über eine Division in Tennessee. Er bekam für seine Führung bei der Einnahme von Nashville, Tennessee den Rang eines Oberstleutnant in der regulären Armee zuerkannt. Dann befehligte er die 2. Division der Army of the Ohio am zweiten Tag der Schlacht von Shiloh und beim anschließenden Feldzug gegen Corinth.
Am 17. Juli 1862 wurde er zum Generalmajor der Freiwilligen-Organisation befördert und erhielt das Kommando über das I. Korps in der Armee von Don Carlos Buell. Sein Korps wurde in der Schlacht von Perryville im Oktober 1862 eine Meile zurückgeworfen und erlitt schwere Verluste. Die Ohio-Armee wurde neu organisiert und das Kommando als XIV. Korps in der neu aufgestellten Cumberland-Armee von General Rosecrans integriert. McCooks Korps erlitt am letzten Tag des Jahres 1862 in der Schlacht am Stones River erneut schwere Verluste. Nochmals wurde die Kommandostruktur der Armee neu organisiert und McCooks Korps wurde danach als XX. Korps bezeichnet. In der Schlacht von Chickamauga litten McCooks Truppen erneut schwer und wurden vom Feld vertrieben. Für die Niederlage wurde er vor ein Militärgericht gestellt, für die Katastrophe in Chickamauga  mitverantwortlich gemacht und vorerst aus dem US-Heer entlassen.
Er wartete fast ein Jahr, bevor er wieder ein Kommando erhielt. Dieser Umstand war dem konföderierten Vorstoß im Shenandoahtal unter Jubal Early und der dadurch entstandenen Bedrohung von Washington zu verdanken. McCook wurde zum Kommandeur der „Verteidigung des Potomac River und Washingtons“ ernannt und war verantwortlich für alle Streitkräfte, welche die Hauptstadt in der Schlacht von Fort Stevens verteidigten. Noch am Tag des Kampfes endete McCooks Befehlsgewalt schon wieder und er hatte danach kein eigenes Kommando mehr. Erst am Ende des Krieges erhielt er das Kommando über den Militärdistrikt von Ost-Arkansas.
McCook, der im Oktober 1865 von der Freiwilligenarmee zur regulären Armee übertrat, wurde im März 1867 zum Oberstleutnant beim 26. Infanterieregiment versetzt. Er diente dann in Texas bis 1874 vorrangig im Dienst von Garnisonen. Von 1875 bis 1880 war er Ordonnanzoffizier beim General-in-Chief der US-Armee, General William T. Sherman. Von 1886 bis 1890 befehligte er in Fort Leavenworth, Kansas die dortige Infanterie- und Kavallerieschule. Anschließend befehligte er von 1890 bis 1893 das Department of Arizona und das Department of Colorado von 1893 bis 1895. McCook wurde 1890 nochmalig regulär zum Brigadegeneral und 1894 zum Generalmajor befördert und trat 1895 in den Ruhestand. 1898–1899 war er Mitglied der Kommission zur Untersuchung der Verwaltung des Kriegsministeriums, wie es während des Spanisch-Amerikanischen Krieges eingesetzt wurde. Alexander McCook starb 1903 in Dayton, Ohio und wurde auf dem Spring Grove Cemetery in Cincinnati, Ohio, begraben.
Die Stadt McCook in Nebraska wurde ihm zu Ehren benannt.